# Plamen Bratoichev
Plamen Bratoichev –en búlgaro, Пламен Братойчев– (Knezha, 17 de octubre de 1966) es un deportista búlgaro que compitió en halterofilia.
Ganó dos medallas en el Campeonato Mundial de Halterofilia, plata en 1989 y bronce en 1991, y cuatro medallas en el Campeonato Europeo de Halterofilia entre los años 1989 y 1996. Participó en dos Juegos Olímpicos de Verano, ocupando el quinto lugar en Barcelona 1992 (en la categoría de 82,5 kg) y el octavo en Atlanta 1996 (91 kg).

## Palmarés internacional
| Campeonato Mundial | Campeonato Mundial        | Campeonato Mundial | Campeonato Mundial |
| Año                | Lugar                     | Medalla            | Categoría          |
| ------------------ | ------------------------- | ------------------ | ------------------ |
| 1989               | Atenas (Grecia)           | Medalla de plata   | 82,5 kg            |
| 1991               | Donaueschingen (Alemania) | Medalla de bronce  | 82,5 kg            |
| Campeonato Europeo |                           |                    |                    |
| Año                | Lugar                     | Medalla            | Categoría          |
| 1989               | Atenas (Grecia)           | Medalla de plata   | 82,5 kg            |
| 1991               | Władysławowo (Polonia)    | Medalla de plata   | 82,5 kg            |
| 1995               | Varsovia (Polonia)        | Medalla de plata   | 91 kg              |
| 1996               | Stavanger (Polonia)       | Medalla de bronce  | 91 kg              |